# Paul Grosfils
 (août 2025).
La mise en forme du texte ne suit pas les recommandations de Wikipédia : il faut le « wikifier ».
Les points d'amélioration suivants sont les cas les plus fréquents :
- Les titres sont pré-formatés par le logiciel. Ils ne sont ni en capitales, ni en gras.
- Le texte ne doit pas être écrit en capitales (les noms de famille non plus), ni en gras, ni en italique, ni en « petit »…
- Le gras n'est utilisé que pour surligner le titre de l'article dans l'introduction, une seule fois.
- L'italique est rarement utilisé : mots en langue étrangère, titres d'œuvres, noms de bateaux, etc.
- Les citations ne sont pas en italique mais en corps de texte normal. Elles sont entourées par des guillemets français : « et ».
- Les listes à puces sont à éviter, des paragraphes rédigés étant largement préférés. Les tableaux sont à réserver à la présentation de données structurées (résultats, etc.).
- Les appels de note de bas de page (petits chiffres en exposant, introduits par l'outil «  Source ») sont à placer entre la fin de phrase et le point final[comme ça].
- Les liens internes (vers d'autres articles de Wikipédia) sont à choisir avec parcimonie. Créez des liens vers des articles approfondissant le sujet. Les termes génériques sans rapport avec le sujet sont à éviter, ainsi que les répétitions de liens vers un même terme.
- Les liens externes sont à placer uniquement dans une section « Liens externes », à la fin de l'article. Ces liens sont à choisir avec parcimonie suivant les règles définies. Si un lien sert de source à l'article, son insertion dans le texte est à faire par les notes de bas de page.
- La présentation des références doit suivre les conventions bibliographiques. Il est recommandé d'utiliser les modèles {{Ouvrage}}, {{Chapitre}}, {{Article}}, {{Lien web}} et/ou {{Bibliographie}}. Le mode d'édition visuel peut mettre en forme automatiquement les références.
- Insérer une infobox (cadre d'informations à droite) n'est pas obligatoire pour parachever la mise en page.

Pour une aide détaillée, merci de consulter Aide:Wikification.
Si vous pensez que ces points ont été résolus, vous pouvez retirer ce bandeau et améliorer la mise en forme d'un autre article.
Paul Grosfils (Verviers, 23 avril 1882 - Saubion 15 novembre 1941) est un écrivain belge.

## Biographie
Paul-Emile-Auguste Grosfils était le fils de Pierre-Joseph Grosfils (1852-1919),  brasseur, membre de la Chambre des représentants, lui-même fils de Pierre-Joseph Grosfils (1797-1868).
Cadet de trois garçons, Paul fut, dès son jeune âge, actif dans les milieux littéraires Verviétois. Avec Eugène Bilstain il fonda un petit cénacle littéraire. Eugène Bilstain (°Verviers, 15 février 1875), employé à l'Administration communale de Verviers, collabora à  des revues littéraires: Le Bulletin du Caveau verviétois, La Semaine littéraire, artistique et mondaine, La Libre Critique, Le Journal des gens de lettres, Verviers Artiste, Liège-Universitaire.
Paul Grosfils avait vingt-trois ans lorsqu'il participa à  Bruges, en 1905, à la fondation de la maison d'édition Arthur Herbert. Les cofondateurs étaient l'Anglais Herbert Arthur Doubleday et l'imprimeur brugeois Edward Verbeke.
Dès juin 1906 Grosfils devint l'éditeur de la revue littéraire "Antée", fondée un an plus tôt à Bruxelles, par Oscar Lamberty (qui en fut le premier éditeur), Henri Vandeputte (de qui le père apporta des fonds) et Arthur Toiseul, avec la collaboration de Louis Piérard, Christian Beck et Isi Collin. La revue obtint des commentaires favorables et des critiques flatteuses.
Néanmoins, Antée disparut en 1907. D'une part les ventes de la revue et des livres publiés étaient déficitaires. D'autre part, l'aide du père Vandeputte cessa lorsqu'il apparut qu'Henri Vandeputte (1877-1952) avait piqué dans la caisse paternelle afin d'éponger ses dettes de jeu et qu'en février 1907 il avait quitté la Belgique pour les Etats-Unis. Par la même occasion il se sépara de sa femme, Marie Hiernaux (1878-1956) qui se consola dans les bras de Paul Grosfils. Les années qui suivirent, virent Grosfils s'occuper de projets théatraux et de travaux administratifs à la Nouvelle Revue Française (NRF)  et à L'Oeuvre. Pendant la guerre il aida, avec André Gide, au Foyer Franco-Belge à Paris.
Après la guerre, Grosfils devint directeur de la ligne aérienne Paris-Londres. Le 24 février 1925 il épousa à Londres une Française, Madeleine Jacquet.

## Activités littéraires
- Grosfils fut éditeur et gestionnaire de revues.
- On lui doit plusieurs articles, parmi lesquels Le Drame musical, La Musique grecque et Théâtre et littérature.
- Pour Antée, il traduisit Aphorismes d'Oscar Wilde et Dieu à Londres. L'Art et le public à Londres d'Arthur Symons
- Il est le traducteur d'Oscar Wilde, L'Ame de l'homme, qu'il publia lui-même.
- Il est l'auteur de La Duchesse de Padoue, action dramatique en deux actes, d'après le roman d'Oscar Wilde, musique de Maurice Le Boucher, créé à  Paris, Académie nationale de Musique (Palais Garnier)
- Revue de Belgique, Dans cette revue Paul Grosfils tint quelque temps une intéressante Chronique musicale (15 août 1904, pp. 382-91 ; mars 1905,379-90; mai 1905, 88-95; dec. 1905,401-10; févr.1906, 179-91).

## Ouvrages publiés par Paul Grosfils
A l'enseigne d'Arthur Herbert Ltd et imprimés par les Presses Sainte-Catherine à Bruges:
- Seize livraisons d'Antée (2e année, ler juin 1906, à  3e année,  ler septembre 1907)
- Henri Vandeputte, Pain quotidien, Poésies, Bruges, Arthur Herbert Ltd, 1906, 160pp.
- Christian Beck, Les Erreurs, Roman, Bruges, Arthur Herbert Ltd. 1906, 238 pp.
- Oscar Wilde, L'Ame de l'homme (The Soul of Man), traduit par Paul Grosfils, Bruges, Arthur Herbert Ltd. 1906, 112 pp.
- Eugène Montfort, La Maîtresse américaine, Bruges, Arthur Herbert Ltd, 1906, 200 pp.
- Christian Beck, Adam, Bruges, Arthur Herbert Ltd. 1906, 104 pp.
- Louis Thomas, La Maladie et la mort de Maupassant, Bruges, Arthur Herbert Ltd, 1906, 104 pp.
- Saint-Georges de Bouhelier, Choix de pages anciennes et nouvelles, Bruges, Arthur Herbert Ltd. 1907,280 pp.
- André Ruyters, Le Mauvais-Riche, Bruges, Arthur Herbert Ltd, 1907, 224 pp.
- Roger Lallier, L'Eclosion, ou la première phase de la formation amoureuse, Bruges, Arthur Herbert Ltd, 1907.
- Arthur Symons, Portraits anglais, traducteurs Jack Cohen, H.-D. Davray, George Khnopff, Edouard et Louis Thomas, Bruges : Arthur Herbert Ltd, 1907,352 pp.
- Louis Piérard, Images boraines, Poèmes, Bruges, Arthur Herbert Ltd, 1907, 89 pp.
- Paul Spaak, Voyages vers mon pays, Bruges, Arthur Herbert Ltd, 1907.
- Francis de Miomandre, Visages, Bruges, Arthur Herbert Ltd, 1907, 448 pp.
- Arthur Symons, Poésies, précédé d'un essai sur l'auteur par Louis Thomas et de son portrait par Jacques-C	. Blanche, Bruges, Arthur Herbert Ltd, 1907, 196 pp.

## Sources
- Victor MARTIN-SCHMETS, Henri Vandeputte, Oeuvres complètes, Bruxelles, Tropismes, 1993.
- Géographie littéraire de la Wallonie - Verviers, dans Les Cahiers Jean Tousseul, 2e année, nB0 2, p. 19, et nB0 3, p. 3.
- Victor MARTIN-SCHMETS, Sur les traces perdues de Paul Grosfils, Bulletin des Amis d'André Gide-XXI, 97-Janvier 1993.
- Andries VAN DEN ABEELE, Arthur Herbert, maison d’édition à Bruges, 1906-1907, in: Textyles, Revue des lettres belges de langue française, no 23, Brussel, 2003, p. 95-101.